# Тинкер, Марк
Марк Тинкер (англ. Mark Tinker; 16 января 1951) — американский продюсер и режиссёр телевидения. Тинкер был исполнительным продюсером и регулярным режиссёром сериала канала HBO «Дедвуд». До «Дедвуда», Тинкер служил в качестве режиссёра/продюсера «Полиции Нью-Йорка», где одним из создателем был сценарист «Дедвуда», Дэвид Милч. Тинкер также снял эпизоды сериалов «Белая тень», «Сент-Элсвер», «Столичные новости», «Гражданские войны», «Надежда Чикаго», «Закон Лос-Анджелеса», «Анатомия страсти», «Частная практика», «Скандал» и «Полиция Чикаго».

## Личная жизнь
Тинкер родился в Стамфорде, Коннектикут, в семье Рут Принс (дев. Байерли) и председателя NBC Гранта Тинкера, и брата Джона Тинкера, с которым он работал над «Сент-Элсвером». Его мачехой была Мэри Тайлер Мур, которая вышла замуж за Гранта Тинкера в 1962 году и развелась с ним в 1981 году.
Он окончил Сиракузский университет в 1973 году. Он ранее был женат (1988—2000) на актрисе и художнице Кристин Хармон, а затем женился на актрисе Чандре Уэст в октябре 2005 года.

## Карьера
Тинкер присоединился команде драматического вестерна канала HBO «Дедвуд» в качестве исполнительного продюсера и режиссёра для третьего и финального сезона в 2006 году. Сериал был создан Дэвидом Милчем и был сосредоточен на растущем городке на Диком западе. Тинкер снял эпизоды "Tell Your God to Ready for Blood", "Unauthorized Cinnamon", "A Constant Throb" и "Tell Him Something Pretty".
Тинкер в последний раз сотрудничал с Дэвид Милчем в недолговременной драме HBO «Джон из Цинциннати», которая вышла в эфир в июне 2007 года. Тинкер снял пилотный эпизод и служил в качестве исполнительного продюсера.

## Фильмография
- Полиция Чикаго / Chicago P.D.
- Скандал / Scandal
  - эпизод 2.04 "Beltway Unbuckled" (2012)
  - эпизод 2.14 "Whiskey Tango Foxtrot" (2013)
  - эпизод 2.21 "Any Questions?" (2013)
- Частная практика / Private Practice
  - эпизод 1.01 "In Which We Meet Addison, a Nice Girl From Somewhere Else" (2007)
  - эпизод 1.03 "In Which Addison Finds the Magic" (2007)
  - эпизод 1.08 "In Which Cooper Finds a Port In His Storm" (2007)
  - эпизод 2.01 "A Family Thing" (2008)
  - эпизод 2.08 "Crime and Punishment" (2008)
  - эпизод 2.12 "Homeward Bound" (2009)
  - эпизод 2.16 "Ex-Life" (2009)
  - эпизод 2.19 "What Women Want" (2009)
  - эпизод 3.01 "A Death in the Family" (2009)
  - эпизод 3.07 "The Hard Part" (2009)
  - эпизод 3.10 "Blowups" (2009)
  - эпизод 3.16 "Fear of Flying" (2010)
- Джон из Цинциннати / John from Cincinnati
  - эпизод 1.01 "Pilot"
- Дедвуд / Deadwood
  - эпизод 3.01 "Tell Your God to Ready for Blood" (2006)
  - эпизод 3.07 "Unauthorized Cinnamon" (2006)
  - эпизод 3.10 "A Constant Throb" (2006)
  - эпизод 3.12 "Tell Him Something Pretty" (2006)
- Анатомия страсти / Grey's Anatomy (2005)
  - эпизод 2.27 "Losing My Religion" (2006)
  - эпизод 2.05 "Bring the Pain" (2005)
- Полиция Нью-Йорка / NYPD Blue (1993)
  - "Frickin' Fraker" (2003)
  - "Danny Boy" (1998)
  - "Top Gum" (1998)
  - "Hammer Time" (1998)
  - "A Box of Wendy" (1998)
- Филадельфия / Philly (2001) телесериал
- Южный Бруклин / Brooklyn South (1997) телесериал
- Скорая помощь / ER
  - "Going Home" (1994)
- Надежда Чикаго / Chicago Hope (1994) телесериал
- Закон Лос-Анджелеса / L.A. Law
  - "Dead Issue" (1994)
  - "God Is My Co-Counsel" (1994)
  - "Foreign Co-respondent" (1993)
  - "Book of Renovation, Chapter 1" (1993)
- Гражданские войны / Civil Wars (1991) (телесериал)
- Бейб Рут / Babe Ruth (1991) (ТВ)
- Конная полиция Нью-Йорка / N.Y.P.D. Mounted (1991)
- Моя старая школа / My Old School (1991) (ТВ)
- Столичные новости / Capital News (1990) (ТВ)
- Частный сыщик / Private Eye (1987)
- Сент-Элсвер / St. Elsewhere (1982) телесериал
- Белая тень / The White Shadow (1978)
- Шоу Боба Ньюхарта / The Bob Newhart Show
  - "Carol Ankles for Indie-Prod" (1978)